# فرانك كالوواي
فرانك كالوواي (بالإنجليزية: Frank Calloway)‏ هو فنان أمريكي، ولد في 2 يوليو 1915، وتوفي في 1 سبتمبر 2014.